# Martin Pumera
Martin Pumera (* 23. ledna 1974) je český analytický chemik, profesor VUT v Brně, odborně zaměřený především na výzkum nanomateriálů a nanorobotů. Napsal více než 900 článků v indexovaných odborných časopisech a patří k nejcitovanějším světovým vědcům.

## Život
Doktorát obhájil na katedře analytické chemie Přírodovědecké fakulty UK v Praze. V letech 2001 až 2018 působil v zahraničí, od roku 2006 jako vedoucí skupiny na japonském Národním institutu pro materiálové vědy v Tsukubě.
V roce 2009 se mu podařilo jako jednomu z mála českých vědců získat ERC-StG grant na zahraniční vysoké škole, konkrétně ve Švýcarském federálním technologickém institutu v Lausanne. Od roku 2010 byl profesorem singapurské Technologické univerzity Nanyang, dále působil v USA, Španělsku či Japonsku.
V letech 2017 až 2023 působil na Vysoké škole chemicko-technologické v Praze, kde založil a vedl mezinárodní výzkumné centrum nanorobotiky. Od roku 2019 vede jeden z výzkumných týmů Vysokého učení technického v Brně v rámci centra CEITEC a od roku 2023 laboratoř nanorobotů na VŠB Ostrava. Jako hostující profesor vyučuje také na zahraničních univerzitách. V jeho laboratořích působilo více než 120 PhD studentů a postdoků, mnozí z nich vedou své skupiny či jsou profesoři na zahraničních institucích, od Španělska po Austrálii. Publikoval více než 900 článků v indexovaných odborných časopisech a patří k nejcitovanějším světovým vědcům.